# Yzernay

Yzernay este o comună în departamentul Maine-et-Loire, Franța. În 2009 avea o populație de 1,760 de locuitori.

In istoria Frantei, Yzernay, joaca un rol important. In timpul revolutiei franceze, peste 2.000 de vandeeni aflați în incinta spitalului din Yzernay, au fost executati. 